# Panfilo Nuvolone
Pour les articles homonymes, voir Nuvolone (famille).
Panfilo Nuvolone,  (Mantoue, 1581 - Milan,1651) est un peintre italien maniériste à l'origine de la famille d'artistes italiens des Nuvolone, actif au XVIIe siècle à Milan, Crémone et Mantoue.

## Biographie
Panfilo Nuvolone a fait son apprentissage auprès de Giovanni Battista Trotti (connu comme il Malosso), ensuite, il a déménagé à Milan, où il a peint à  fresque des plafonds d'église, des retables et des natures mortes. 
Peintre italien de style maniériste, il a surtout peint des thèmes religieux. 
Une de ses quelques natures mortes documentées représentent un bol de pêches, et rappelle les peintures contemporaines proche des bols de fruits réalisés à Milan dans la période 1594-1598 par le Caravage et Fede Galizia. 
Ses fils Carlo Francesco (1608-1662) et Giuseppe (1619-1703) furent ses élèves à l'Académie Ambrosiana et des peintres baroques de l'école lombarde.

## Œuvres

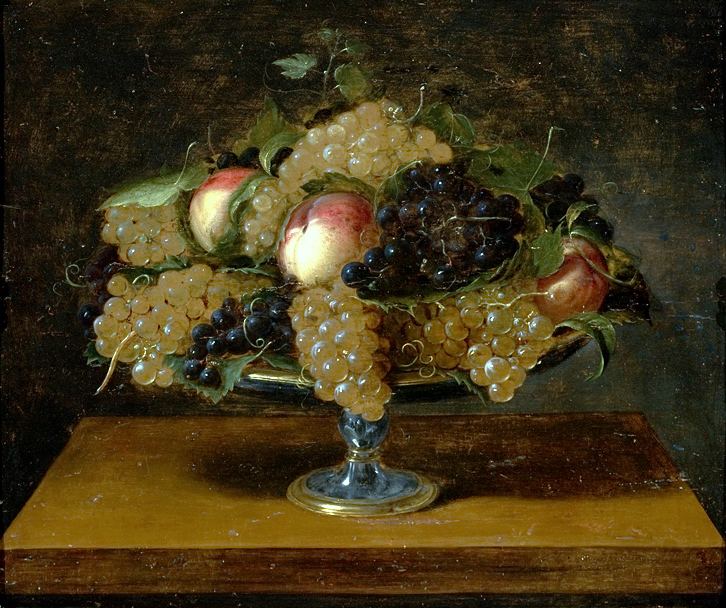
Nature-Morte (1620), Panfilo Nuvolone (Musée d'Art de São Paulo, São Paulo).

- Les saints Nicolas et Constance adorant une image miraculeuse de la Vierge (1607), église San Giovanni Evangelista, Nica d'Adda.
- Scènes de la vie de Samson (1610-1614), Cappella Sansoni, église San Angelo, Milan.
- Couronnement de la Vierge (et autres scènes), presbytère, église Santa Maria della Passione, Milan.
- Le Supplice de Regulus (1613), huile sur panneau, 72 × 96 cm, Quimper, Musée des Beaux-arts.
- Ange annonçant à Marie la mort prochaine de San Domenico (1614),(lunette), musée civique Ponzone Ala, Crémone.
- Couronnement de la Vierge (1620), église paroissiale de Suisse (in situ) , Milan.
- Vierge et l'Enfant avec deux saints (1624), San Eustorgio, Milan.
- Scènes de la vie de saint Stephane et Vierge à l'Enfant avec les saints Antoine et Victor, église collégiale,Appiano Gentile.
- Coupe de pêches dans une corbeille dorée (1630), huile sur panneau, 55 x 41,5 cm, Collection privée.